# Хохщетер (връх)
Хохщетер е частично свободен от лед връх, разположен на над 1000 m н.в. в полуостров Тринити, Антарктика. Получава това име в чест на австрийския геолог Фердинанд фон Хохщетер през 2010 г.

## Описание
Върхът се намира в югоизточното подножие на платото Луи-Филип, на 6,83 km запад-югозападно от връх Кукуряк, 10,82 km северозападно от нунатак Левасор и 2,69 km северно от връх Смин. Издига се над ледника Кюньо на изток и юг.

## Картографиране
Британско-немско картографиране на върха от 1996 г.

## Карти
- Trinity Peninsula Архив на оригинала от 2015-09-23 в Wayback Machine.. Scale 1:250000 topographic map No. 5697. Institut für Angewandte Geodäsie and British Antarctic Survey, 1996.